# Harga (Burkina Faso)
Pour les articles homonymes, voir Harga.
Harga est une commune rurale située dans le département de Thion de la province de la Gnagna dans la région de l'Est au Burkina Faso.

## Santé et éducation
Le centre de soins le plus proche de Harga est le centre de santé et de promotion sociale (CSPS) de Thion.